# Maura Palazzi
Maura Palazzi (Rimini, 28 luglio 1946 – 8 marzo 2025) è stata una storica italiana, una delle fondatrici e prima presidente della Società italiana delle storiche.

## Biografia
Docente di storia contemporanea presso l'Università di Ferrara dopo essere stata per molti anni ricercatrice di Storia economica all'Università di Bologna, fu fra le fondatrici della Società italiana delle storiche, di cui fu la prima presidente nel 1989. Inoltre fu co-direttrice di «Genesis» e fece parte della redazione di «Italia contemporanea».
Malata da tempo, è morta l'8 marzo 2025.

## Opere principali

### Libri
- Donne sole. Storia dell'altra faccia dell'Italia tra antico regime e società contemporanea, Milano, Bruno Mondadori, 1997.
- Luisa Avellini e Maura Palazzi, L'Emilia Romagna: una regione, Bologna, Zanichelli, 1980.

### Curatele
- Maura Palazzi e Ilaria Porciani (a cura di), Storiche di ieri e di oggi, Roma,Viella Libreria Editrice, 2004.
- Società Italiana delle Storiche, Discutendo di storia. Soggettività, ricerca, biografia, Torino, Rosenberg & Sellier, 1990.
- Lucia Ferrante, Maura Palazzi e Gianna Pomata (a cura di), Ragnatele di rapporti. Patronage e reti di relazione nella storia delle donne, Torino, Rosenberg & Sellier, 1988.
- Guido Candela e Maura Palazzi (a cura di), Dibattito sulla fisiocrazia, Firenze. La nuova Italia, 1979.

### Articoli e numeri monografici di riviste
- Maura Palazzi, Raffaella Sarti e Simonetta Soldani (a cura di), Patrie e appartenenze, in "Genesis. Rivista della Società Italiana delle Storiche", a. I (2002), n. 1 (Viella).
- Renata Ago, Maura Palazzi e Gianna Pomata (a cura di), Costruire la parentela: donne e uomini nella definizione dei legami familiari, in "Quaderni storici", a. XXIX (1994), n. 86 (Il Mulino).
- Maura Palazzi, Female solitude and patrilineage: unmarried women and widows during the eighteenth and nineteenth centuries, in "Journal of Family History", 15 (1990), n. 4.
- Opinione pubblica cattolica e il colonialismo: "L'Avvenire d'Italia", 1896-1914, in "Storia contemporanea: rivista bimestrale di studi storici", a. X (1979), n. 1 (Il Mulino).